# Cidade Dormitório (banda)
Cidade Dormitório é uma banda brasileira de rock formada em 2015 em Sergipe.

## História
A banda nasceu de sessões de jam nos arredores de Aracaju (principalmente em São Cristóvão, no campus da Universidade Federal de Sergipe). A primeira formação tinha Yves Deluc nos vocais e na guitarra, Heder Nascimento na guitarra, Lauro Francis no baixo e Fabio Aricawa na bateria. Os três primeiros se conheceram depois que Yves publicou composições suas no SoundCloud e foi encontrado pelos outros. Fabio, por sua vez, foi encontrado casualmente por Yves quando se apresentava com uma banda cover dos Pixies. Os membros moravam em Nossa Senhora do Socorro, uma cidade dormitório de Aracaju; daí o nome da banda.
Em 2015, lançaram seu primeiro single, "Barbosa". Depois, participaram do Festival DuSol e, em 2017 (no dia 31 de janeiro), lançaram seu primeiro EP, Esperando o Pior, que foi editado pelo selo Banana Records e cuja música "Setas Azuis" tocou em rádios da Argentina.
Em 28 de outubro de 2019, lançaram seu álbum de estreia, Fraternidade-Terror. A obra foi precedida por dois singles lançados no mesmo ano ("Relacionamentos são extremamente complicados e meu cachorro sabe disso" e "Homo Erectus Plus").
Em 10 de julho de 2020, lançaram Verões e Eletrodomésticos, um álbum de remixes de Fraternidade-Terror e Esperando o Pior.
Em 2022, reduzidos a uma dupla, lançaram seu segundo disco de inéditas, RUÍNA ou O começo me distrai, por meio da Before Sunrise Records.

## Integrantes
Fontes:

### Formação atual
- Yves Deluc — vocal, guitarra
- Fabio Aricawa — vocal, bateria

### Ex-integrantes
- João Mario — guitarra
- Heder Nascimento — guitarra[5][11]
- Lauro Francis — baixo

### Membro de apoio
- Alexandre Mesquita — bateria (2017)[7]

## Discografia

### EPs
- Esperando o Pior (2017)

### Álbuns
- Fraternidade-Terror (2019)
- Verões e Eletrodomésticos (2020)
- RUÍNA ou O começo me distrai (2022)

### Singles
- "Barbosa" (2015)
- "Relacionamentos são extremamente complicados e meu cachorro sabe disso" (2019)
- "Homo Erectus Plus" (2019)
- "Leds do Japão" (2022)
- "Salvador (2022)